# Karpacki Wyścig Kurierów 2019
Karpacki Wyścig Kurierów 2019 – 36. edycja wyścigu kolarskiego Karpacki Wyścig Kurierów poświęconego pamięci Wacława Felczaka, która odbyła się w dniach od 30 kwietnia do 5 maja 2019 na liczącej ponad 657 kilometrów trasie z Lublina do Pápy, składającej się z prologu i pięciu etapów. Wyścig był częścią UCI Europe Tour 2019.

## Etapy
| Etap   | Data   | Start – Meta        | type        | Dystans (km) | Zwycięzca etapu       | Lider               |
| ------ | ------ | ------------------- | ----------- | ------------ | --------------------- | ------------------- |
| Prolog | 30 kwi | Lublin – Lublin     | prolog      | 1,4          | Marceli Bogusławski   | Marceli Bogusławski |
| 1      | 1 maj  | Połaniec – Tarnów   | płaski      | 145,2        | David Dekker          | David Dekker        |
| 2      | 2 maj  | Tarnów – Nowy Sącz  | pagórkowaty | 140          | Marijn van den Berg   | Marijn van den Berg |
| 3      | 3 maj  | Oświęcim – Jabłonka | górzysty    | 108          | Stanisław Aniołkowski | Marijn van den Berg |
| 4      | 4 maj  | Poprad – Poprad     | górski      | 112,6        | Dennis van der Horst  | Marijn van den Berg |
| 5      | 5 maj  | Veszprém – Pápa     | płaski      | 150          | Stanisław Aniołkowski | Marijn van den Berg |

## Drużyny
| Continental teams (6)- Metec-TKH Continental Cyclingteam p/b Mantel - Iseo Serrature-Rime-Carnovali - Cycling Team Friuli - CCC Development Team - Tirol KTM Cycling Team - Hurom BDC Development Reprezentacje (9)- Polska U23 - Niemcy U23 - Litwa U23 - Węgry U23 - Słowacja U23 - Austria U23 - Czechy U23 - Białoruś U23 - Ukraina U23 Amatorski zespół kolarski- Sensa-Kanjers voor Kanjers Regionalne i klubowe drużyny (8)- TC Chrobry Scott Głogów - GKS Cartusia Bike Atelier - Wielerploeg Groot Amsterdam - Klub Kolarski Tarnovia - Cycling Team Kranj - Pogoń Mostostal Puławy - TJ Slávia ŠG Trenčín - Stredoslovenský Region |
| |

## Klasyfikacje

### Klasyfikacja generalna
| \| Klasyfikacja generalna \| Klasyfikacja generalna \| Klasyfikacja generalna \| Klasyfikacja generalna \| Klasyfikacja generalna \| \| Kolarz \| Kolarz \| Państwo \| Drużyna \| Czas \| \| ---------------------- \| ---------------------- \| ---------------------- \| ----------------------------- \| ---------------------- \| \| 1. \| Marijn van den Berg \| Holandia \| Metec-TKH-Mantel \| 16h 08' 37" \| \| 2. \| Giovanni Aleotti \| Włochy \| Cycling Team Friuli \| + 39" \| \| 3. \| Meindert Weulink \| Holandia \| Wielerploeg Groot Amsterdam \| + 1' 14" \| \| 4. \| Venantas Lašinis \| Litwa \| Litwa U23 \| + 1' 36" \| \| 5. \| Jaka Primožič \| Słowenia \| Kolesarski klub Kranj \| + 1' 49" \| \| 6. \| Szymon Tracz \| Polska \| CCC Development \| + 2' 07" \| \| 7. \| Attila Valter \| Węgry \| CCC Development \| + 2' 40" \| \| 8. \| Matěj Štibingr \| Czechy \| Czechy U23 \| + 2' 42" \| \| 9. \| Marco Friedrich \| Austria \| Tirol KTM Cycling Team \| + 2' 44" \| \| 10. \| Nicholas Rinaldi \| Włochy \| Iseo Serrature-Rime-Carnovali \| + 2' 55" \| |                     |          |                               |             |
| |                     |          |                               |             |
| Źródło: ProCyclingStats |                     |          |                               |             |
| Klasyfikacja generalna |                     |          |                               |             |
| Kolarz | Kolarz              | Państwo  | Drużyna                       | Czas        |
| 1. | Marijn van den Berg | Holandia | Metec-TKH-Mantel              | 16h 08' 37" |
| 2. | Giovanni Aleotti    | Włochy   | Cycling Team Friuli           | + 39"       |
| 3. | Meindert Weulink    | Holandia | Wielerploeg Groot Amsterdam   | + 1' 14"    |
| 4. | Venantas Lašinis    | Litwa    | Litwa U23                     | + 1' 36"    |
| 5. | Jaka Primožič       | Słowenia | Kolesarski klub Kranj         | + 1' 49"    |
| 6. | Szymon Tracz        | Polska   | CCC Development               | + 2' 07"    |
| 7. | Attila Valter       | Węgry    | CCC Development               | + 2' 40"    |
| 8. | Matěj Štibingr      | Czechy   | Czechy U23                    | + 2' 42"    |
| 9. | Marco Friedrich     | Austria  | Tirol KTM Cycling Team        | + 2' 44"    |
| 10. | Nicholas Rinaldi    | Włochy   | Iseo Serrature-Rime-Carnovali | + 2' 55"    |

### Klasyfikacja punktowa
| Klasyfikacja punktowa | Klasyfikacja punktowa | Klasyfikacja punktowa | Klasyfikacja punktowa         | Klasyfikacja punktowa |
| Kolarz                | Kolarz                | Państwo               | Drużyna                       | Punkty                |
| --------------------- | --------------------- | --------------------- | ----------------------------- | --------------------- |
| 1.                    | Marijn van den Berg   | Holandia              | Metec-TKH-Mantel              | 80 pkt                |
| 2.                    | Nicolas Dalla Valle   | Włochy                | Tirol KTM Cycling Team        | 68 pkt                |
| 3.                    | Stanisław Aniołkowski | Polska                | CCC Development               | 65 pkt                |
| 4.                    | Jaka Primožič         | Słowenia              | Kolesarski klub Kranj         | 50 pkt                |
| 5.                    | Filippo Bertone       | Włochy                | Iseo Serrature-Rime-Carnovali | 45 pkt                |
| 6.                    | Nicola Venchiarutti   | Włochy                | Cycling Team Friuli           | 40 pkt                |
| 7.                    | Venantas Lašinis      | Litwa                 | Klaipėda Cycling Team         | 39 pkt                |
| 8.                    | Giovanni Aleotti      | Włochy                | Cycling Team Friuli           | 37 pkt                |
| 9.                    | Damian Sławek         | Polska                | GKS Cartusia Bike Atelier     | 35 pkt                |
| 10.                   | Dennis van der Horst  | Holandia              | Metec-TKH-Mantel              | 34 pkt                |

### Klasyfikacja górska
| Klasyfikacja górska | Klasyfikacja górska | Klasyfikacja górska | Klasyfikacja górska         | Klasyfikacja górska |
| Kolarz              | Kolarz              | Państwo             | Drużyna                     | Punkty              |
| ------------------- | ------------------- | ------------------- | --------------------------- | ------------------- |
| 1.                  | Gijs Leemreize      | Holandia            | Sensa-Kanjers voor Kanjers  | 19 pkt              |
| 2.                  | Venantas Lašinis    | Litwa               | Litwa U23                   | 13 pkt              |
| 3.                  | Jaka Primožič       | Słowenia            | Kolesarski klub Kranj       | 3 pkt               |
| 4.                  | Szymon Tracz        | Polska              | CCC Development             | 3 pkt               |
| 5.                  | Yentl Ruijmgaard    | Holandia            | Wielerploeg Groot Amsterdam | 3 pkt               |
| 6.                  | Ferenc Szöllősi     | Węgry               | Węgry U23                   | 3 pkt               |
| 7.                  | Matěj Štibingr      | Czechy              | Czechy U23                  | 2 pkt               |
| 8.                  | Nicola Venchiarutti | Włochy              | Cycling Team Friuli         | 2 pkt               |
| 9.                  | Max Benz-Kuch       | Niemcy              | Niemcy U23                  | 2 pkt               |
| 10.                 | Tomáš Bárta         | Czechy              | Pardus-Tufo Prostejov       | 2 pkt               |

### Klasyfikacja młodzieżowa
| Klasyfikacja młodzieżowa | Klasyfikacja młodzieżowa | Klasyfikacja młodzieżowa | Klasyfikacja młodzieżowa    | Klasyfikacja młodzieżowa |
| Kolarz                   | Kolarz                   | Państwo                  | Drużyna                     | Czas                     |
| ------------------------ | ------------------------ | ------------------------ | --------------------------- | ------------------------ |
| 1.                       | Marijn van den Berg      | Holandia                 | Metec-TKH-Mantel            | 16h 08' 37"              |
| 2.                       | Giovanni Aleotti         | Włochy                   | Cycling Team Friuli         | + 39"                    |
| 3.                       | Meindert Weulink         | Holandia                 | Wielerploeg Groot Amsterdam | + 1' 14"                 |
| 4.                       | Gijs Leemreize           | Holandia                 | Sensa-Kanjers voor Kanjers  | + 2' 58"                 |
| 5.                       | Danny van der Tuuk       | Holandia                 | Metec-TKH-Mantel            | + 4' 35"                 |
| 6.                       | Henrik Pakalski          | Niemcy                   | Niemcy U23                  | + 5' 22"                 |
| 7.                       | Max Benz-Kuch            | Niemcy                   | Niemcy U23                  | + 14' 50"                |
| 8.                       | Nik Čemažar              | Słowenia                 | Kolesarski klub Kranj       | + 18' 55"                |
| 9.                       | Tim Marsman              | Holandia                 | Metec-TKH-Mantel            | + 18' 58"                |
| 10.                      | Lukáš Kubiš              | Słowacja                 | Słowacja U23                | + 20' 26"                |

### Klasyfikacja drużynowa
| Klasyfikacja drużynowa | Klasyfikacja drużynowa                       | Klasyfikacja drużynowa | Klasyfikacja drużynowa |
| Drużyna                | Drużyna                                      | Państwo                | Czas                   |
| ---------------------- | -------------------------------------------- | ---------------------- | ---------------------- |
| 1.                     | Metec-TKH Continental Cyclingteam p/b Mantel | Holandia               | 48h 32' 26"            |
| 2.                     | CCC Development Team                         | Polska                 | + 30"                  |
| 3.                     | Iseo Serrature-Rime-Carnovali                | Włochy                 | + 2' 11"               |
| 4.                     | Cycling Team Friuli                          | Włochy                 | + 2' 59"               |
| 5.                     | Niemcy U23                                   | Niemcy                 | + 19' 47"              |
| 6.                     | Wielerploeg Groot Amsterdam                  | Holandia               | + 27' 54"              |
| 7.                     | Czechy U23                                   | Czechy                 | + 43' 13"              |
| 8.                     | Białoruś U23                                 | Białoruś               | + 47' 58"              |
| 9.                     | Węgry U23                                    | Węgry                  | + 50' 01"              |
| 10.                    | Sensa-Kanjers voor Kanjers                   | Holandia               | + 52' 39"              |